# هيو روبرتس
هيو روبرتس (بالإنجليزية: Hugh Roberts)‏ (14 أكتوبر 1882 في المملكة المتحدة - 5 ديسمبر 1969) هو مدرب كرة قدم ولاعب كرة قدم بريطاني (وحمل سابقاً جنسية المملكة المتحدة لبريطانيا العظمى وأيرلندا) في مركز الهجوم. لعب مع سكونثورب يونايتد ونادي ساوثبورت ونادي لوتون تاون ونادي ليدز ‏.